# Bomfunk MC's
Bomfunk MC's var en finsk breakbeat-grupp, aktiv mellan 1997 och 2005. Gruppen bestod av frontmannen Raymond Ebanks (född 1970), som går under artistnamnet B.O. Dubb (tidigare B.O.W.), och producenten Jaakko "JS16" Salovaara (född 1975).
Debutplattan In Stereo släpptes 1999 och innehåller bland annat låtarna "Freestyler", "Uprocking Beats" och "B-Boys & Flygirls" som blev stora hits i hemlandet. Framgången ledde till att låten "Freestyler" släpptes som singel i resten av Skandinavien och även Tyskland.
År 2000 hade "Freestyler" nått enorm framgång i Europa, och blev den mest sålda singeln under hela året. Låten blev etta på singellistorna i Sverige, Danmark, Tyskland och Australien samt tvåa i Storbritannien. Senare det året vann gruppen även Best Nordic Act på MTV Europe Music Awards. Gruppen splittrades 2005.
I musikvideon till "Freestyler" går en finländsk tonåring (Marlo Snellman, finsk modell och musiker född 1985) med blekta dreadlocks omkring i Helsingfors metro och använder en digital ljudspelare i form av en minidisc (Sony MZ-R55) för att pausa, spola fram och spola tillbaka allt och alla han passerar.

## Diskografi

### Studioalbum
- 1999 – In Stereo
- 2002 – Burnin' Sneakers
- 2004 – Reverse Psychology